# Boleslav Schnabel-Kalenský
Boleslav Schnabel (4. listopadu 1867, Praha – 7. ledna 1913 tamtéž), známější pod pseudonymem Kalenský, byl český hudební kritik a muzikolog, propagátor hudby Antonína Dvořáka.

## Činnost
Věnoval se převážně české a ruské hudbě období romantismu. Psal články o předních ruských skladatelích, zprostředkovával kontakty mezi českými a ruskými hudebníky a angažoval se při organizaci Slovanských koncertů v Praze.
Byl činný také jako překladatel, přeložil např. veselohru Hoře z rozumu od ruského dramatika A. S. Gribojedova.

## Dílo
Přispíval do Ottova slovníku naučného pod značkou bk. Je autorem nebo spoluautorem hesel:
- Medianta
- Nedbal
- Petr (část)